# Cyrilla racemiflora
Espèce
Cyrilla racemiflora est une espèce de plante à fleurs de la famille des Cyrillaceae.